# Aston Martin DB3
El Aston Martin DB3 y el posterior DB3S fueron automóviles de carreras construidos en la década de 1950 por el fabricante inglés Aston Martin. A pesar de que algunos utilizaban piezas del DB2, eran muy diferentes, siendo especialmente diseñados para la competición. Las modificaciones originales fueron realizadas por el exingeniero de Auto Union, Eberan von Eberhorst, aunque más tarde otros elaboraron el trabajo del DB3S.

## DB3

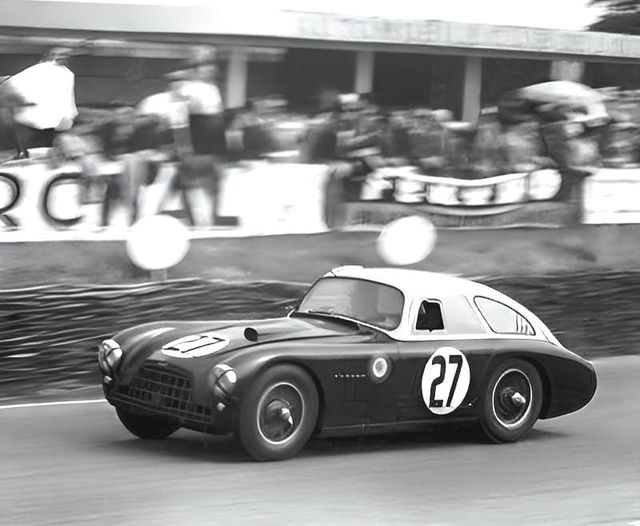
Un Aston Martin DB3/1 en la competición 24 Horas de Le Mans acontecida en junio de 1952

El DB3 fue presentado en 1951 con un motor Lagonda de seis cilindros utilizado en el DB2 Vantage. Este motor tenía una potencia de 133 CV (99 kW) y 2,6 L de cilindrada. El vehículo no tuvo éxito, es por eso que un motor de 2,9 L que producía 163 CV (122 kW) fue presentado en 1952. El automóvil llegó a los puestos 2.º, 3.º, y 4.º en Silverstone ese año, detrás de un Jaguar C-Type. Los automóviles fueron expulsados de Le Mans, pero luego reclamaron en la carrera de 9-horas del circuito de Goodwood.

## DB3S
La DB3S fue una versión más ligera del automóvil, presentada en 1953. Esta versión fue un poco más exitosa, y fue producida hasta el año 1956. Dos versiones coupé también fueron construidas.
Los DB3S fueron reemplazados en 1956 por los famosos DBR1, los cuales finalmente reclamaron Le Mans en 1959.